# The End of the Play
The End of the Play è un cortometraggio muto del 1915. Il nome del regista non viene riportato nei credit del film che, prodotto dalla Biograph, aveva come protagonisti Charles Perley, Augusta Anderson e William J. Butler.

## Produzione
Il film fu prodotto dalla Biograph Company.

## Distribuzione
Distribuito dalla General Film Company, il film - un cortometraggio in una bobina - uscì nelle sale cinematografiche statunitensi il 5 aprile 1915. Non si conoscono copie ancora esistenti della pellicola che viene considerata presumibilmente perduta.